# سنوب دوغ
كالفن كوردوزار (بالإنجليزية: Calvin Cordozar)‏، يشتهر بإسمه الفني سنوب دوغ الذي يعني: الكلب المتطفل، ولد سنوب عام 1971 وكان عاشق وتاجر مخدرات في مرحلة مراهقته في الاعدادية وما زال لوقتنا هذا ما جعل الشرطة يلقون القبض علية مرات عدة بمنطقة لونغ بيتش Long Beach في لوس أنجلوس في كاليفورنيا، الولايات المتحدة الأمريكية. و هو يعتبر ابن عم المصارعة في اتحاد WWE ساشا بانكس اشتهر Snoop Dogg بغناء الهيب هوب والراب والتمثيل، ويعود فضل شهرته للمنتج والمغني المشهور دكتور دري Dr. Dre، الذي لازمه في الفترة الأخيرة بعد شهرة الاثنين، فأغلب ألبوماتهما الناجحة يشتركان بها سويا.
عرفه على Dr. Dre أخ Dr. Dre غير الشقيق ورفيق حياته Warren G وكان أول عمل له في تسجيلات Death Row شريط كاسيت بعنوان Over The Counter تم تسجيله عام 1991 ولكن للأسف لم يتم طرحه رسمياً لكن هنالك بعض أغاني هذا الشريط متوفرة على Youtube لاحقا انضم لمجموعات هيب هوب الساحل الغربي West Coast Hip hop, ثم تسجيلات الأفتر ماث Aftermath Records ولازم العديد من أشهر المغنين في مجال الراب والهيب هوب من إيمينيم وناز وتوباك ودكتور دري، و غيرهم.
بعد انهاء سنوب لدراسته الثانوية أصبح معروفاً بأغاني الغانغستا راب التي تدعو للعنف ويفتخر به كثير من الأمريكيين الأفارقة في الساحل الغربي للولايات المتحدة، سجن 3 سنين بتهمة تدخين حشيشة الماريغوانا في مكان عام.

## ألبوماته
- Snoop Doggy Dogg - Doggystyle
- Snoop Doggy Dogg - Tha Doggfather
- Snoop Dogg - Da Game is to be Sold not to be Told
- Snoop Dogg - No Limit Top Dogg
- Tha Eastsidaz
- Snoop Dogg - Dead Man Walkin
- Snoop Dogg - Tha Last Meal
- Tha Eastsidaz - Duces 'N Trayz: The Old Fashioned Way
- Snoop Doggy Dogg - Death Row's Greatest Hits
- Doggy Style Allstars - Welcome To Tha House
- Snoop Dogg - Paid tha Cost to be da Boss
- Warren G, Nate Dogg & Snoop) - The Hard Way
- Snoop Dogg - R&G (Rhythm & Gangsta): The Masterpiece
- Snoop Dogg - Malice N Wonldeand
- Snoop Dogg - HANGOVER Feat PSY

## انتسابه لحركةأمة الإسلام
في الأول من شهر مارس عام 2009 أعلن سنوب دوغ قرار انضمامه لحركة أمة الإسلام كما تبرع بمبلغ 100 الف دولار للحركة.

## روابط
- الموقع الرسمي
- Snoop Dogg News
- Snoop Dog Translator (translates sites into Snoop Dogg slang)
- Snoop Dogg Song Lyrics
- OHHLA.COM - Favorite Artists: Snoop Dogg (+ Eastsidaz)
- Snoop Dogg Heaven - Fan site
- Snoop Dogg
- caricature of Snoop Dogg
- Music Video Database
- Snoop Dogg Fan Page

## روابط خارجية
- سنوب دوغ على موقع دبليو دبليو إي (الإنجليزية)
- سنوب دوغ على موقع قاعدة بيانات المصارعة على الإنترنت (الإنجليزية)
- سنوب دوغ على موقع قاعدة بيانات المصارعة على الإنترنت (الإنجليزية)

- سنوب دوغ على موقع IMDb (الإنجليزية)
- سنوب دوغ على موقع الموسوعة البريطانية (الإنجليزية)
- سنوب دوغ على موقع قاعدة بيانات الأفلام العربية
- سنوب دوغ على موقع ألو سيني (الفرنسية)
- سنوب دوغ على موقع ميوزك برينز (الإنجليزية)
- سنوب دوغ على موقع ميوزك برينز (الإنجليزية)
- سنوب دوغ على موقع ميوزك برينز (الإنجليزية)
- سنوب دوغ على موقع رولينغ ستون (الإنجليزية)
- سنوب دوغ على موقع رولينغ ستون (الإنجليزية)
- سنوب دوغ على موقع أول موفي (الإنجليزية)